# Rotki
Rotki – wieś w Polsce położona w województwie podlaskim, w powiecie siemiatyckim, w gminie Drohiczyn.
W latach 1975–1998 miejscowość administracyjnie należała do województwa białostockiego, a od roku 1998 znajduje się na obszarze województwa podlaskiego.
Wierni kościoła rzymskokatolickiego należą do parafii św. Rocha w Miłkowicach-Maćkach.